# Juanita
Juanita – utwór zespołu Underworld, wydany w 1996 roku (razem z „Rowla”) jako singiel promujący album Second Toughest in the Infants. W 1997 roku wydany został ponownie. Natomiast w 2022 roku wydana została nowa wersja utworu. Na okładce wydawnictwa umieszczono podobiznę członkini zespołu artystycznego Tomato, Juanity Boxill, której imię posłużyło za tytuł utworu.

## Historia i muzyka
Utwór otrzymał tytuł na cześć Juanity Boxill, lubianej członkini zespołu artystycznego Tomato. Jest wstępem do drugiego albumu Second Toughest in the Infants. Ponieważ składa się z trzech zróżnicowanych muzycznie części, połączonych w jedną całość, otrzymał, na potrzeby albumu, podtytuły: Juanita: Kiteless: To Dream Of Love. Utwór w ciągu 16 minut i 36 sekund powoli rozwija się, powraca i przekształca z jednego zestawu dźwięków w inny. Rozpoczyna się synkopowanymi dźwiękami rozrzuconymi na prostym rytmie 4/4, a silnie przekształcony wokal Karla Hyde’a maluje delikatny obraz: „twoje cienkie papierowe skrzydła... twoje okno roztrzaskane na wietrze”. Muzyka nabiera tempa, stając się w końcu pędzącą kaskadą opadających nut. Eteryczna melodia, wprowadzona na początku zostaje potem zamazana, po czym powoli przywrócona w finale. Finał utworu to jeden z najbardziej wyrazistych przykładów pisarstwa obserwacyjnego Hyde’a, który siedział i nagrywał siebie samego, wymieniając kolory przejeżdżających samochodów.

## Wersje i wydania

### Rowla / Juanita (1996)
Utwór „Juanita” został wydany w 1996 roku w Stanach Zjednoczonych nakładem wytwórni Wax Trax! i TVT (razem z „Rowla”) jako singiel promujący album Second Toughest in the Infants.

#### Lista utworów
Lista według Discogs:
| A. | Rowla   | 6:31  |
|    |         |       |
| B. | Juanita | 16:36 |
|    |         |       |
|    |         | 23:07 |
|    |         |       |
- autorzy – Emerson, Hyde, Smith
- produkcja – Underworld
- mastering – Dave Turner, George Lambert

### Juanita (1997)
W 1997 roku utwór został wydany jako singel promo w Niemczech nakładem Junior Boy’s Own, Logic Records i BMG.

#### Lista utworów
Lista według Discogs:
| 1. | Juanita (Promo Short Cut) | 3:49  |
|    |                           |       |
| 2. | Juanita                   | 16:35 |
|    |                           |       |
|    |                           | 20:24 |
|    |                           |       |

### Juanita 2022
Limitowane wydanie z 27 maja 2022 roku zawiera dwie nowe wersje „Juanity”. Pierwsza z nich to dwunastominutowy, współczesny kolaż, zawierający zarówno fragmenty oryginalnego utworu jak i jego współczesną wersję z dodanymi nowymi wokalami jak i partiami nagranymi dawniej, ale niewykorzystanymi do tej pory, wraz z nagraniami utworu zaczerpniętymi z koncertów Underworld z lat 90. Druga wersja to nagranie koncertowe z albumu Everything, Everything, na którym znalazły się fragmenty ogromnej, światowej trasy Underworld z 1999 roku, promującej album Beaucoup Fish.
Okładka wydawnictwa została stworzona przez Simona Taylora z zespołu Tomato i przedstawia samą Juanitę.

#### Lista utworów
Lista według Discogs:
| 1. | Juanita 2022                                  | 12:23 |
|    |                                               |       |
| 2. | Juanita (Everything, Everything Live Version) | 12:35 |
|    |                                               |       |
|    |                                               | 24:58 |
|    |                                               |       |

## Odbiór

### Opinie krytyków
„Transowa, szesnastominutowa odyseja, 'Juanita: Kiteless: To Dream Of Love', nie tylko tworzy scenerię, ale także pokazuje, że trio Rick Smith, Karl Hyde i Darren Emerson było pełne wiary w sztukę, którą tworzyło” – uważa Simon Tucker z magazynu Louder Than War.
„Dubnobasswithmyheadman otwiera się bogatym tryptykiem 'Juanita', 'Kiteless' i 'To Dream Of Love' – trzema utworami, które płynnie przechodzą jeden w drugi tworząc całkiem okazały, 16-minutowy Underworldowy maraton”.

### Wyróżnienia
„Juanita: Kiteless: To Dream Of Love” został uznany przez redakcję magazynu Stereogum za najlepszy utwór w katalogu zespołu i „esencję Underworld”.